# Znów mam 17 lat
Znów mam 17 lat (ang. 17 Again) – amerykański film komediowy z 2009 roku w reżyserii Burra Steersa.
W weekend otwierający emisję w Stanach Zjednoczonych wpływy ze sprzedaży biletów wyniosły 23 722 310 dolarów amerykańskich.

## Obsada
- Matthew Perry jako Mike O'Donnell (37 lat)
- Zac Efron jako Mike O'Donnell (17 lat)
- Leslie Mann jako Scarlet O'Donnell
- Sterling Knight jako Alex O'Donnell
- Michelle Trachtenberg jako Margaret „Maggie” Sarah O'Donnell
- Thomas Lennon jako Ned Gold
- Melora Hardin jako dyrektor Jane Masterson
- Brian Doyle-Murray jako dozorca
- Allison Miller jako młoda Scarlet
- Tyler Steelman jako młody Ned
- Hunter Parrish jako Stan
- Adam Gregory jako Dom
- Drew Sidora jako Ceaira
- Katerina Graham jako Jamie
- Melissa Ordway jako Lauren
- Josie Lopez jako Nicole
- Nicole Sullivan jako Naomi

i inni

## Ścieżka dźwiękowa
17 Again: Original Motion Picture Soundtrack; data wydania: 21 kwietnia 2009:
- 1. On My Own (Vincent Vincent and The Villians)
- 2. Can't Say No (The Helio Sequence
- 3. LES Artistes (Santigold)
- 4. Naive (The Kooks)
- 5. This Is Love (Toby Lightman)
- 6. You Really Wake Up The Love In Me (The Duke Spirit)
- 7. The Greatest (Cat Power)
- 8. Rich Girls (The Virgins)
- 9. This Is For Real (Motion City Soundtrack)
- 10. Drop (Ying Yang Twins)
- 11. Cherish (Kool & The Gang)
- 12. Bust A Move (Young MC)
- 13. Danger Zone (Kenny Loggins)

## Premiery
| Data        | Region                   |
| ----------- | ------------------------ |
| 9 kwietnia  | Australia                |
| 10 kwietnia | Irlandia/Wielka Brytania |
| 16 kwietnia | Nowa Zelandia            |
| 17 kwietnia | Stany Zjednoczone/Kanada |
| 8 maja      | Polska                   |